# Kervignac
Kervignac is een gemeente in het Franse departement Morbihan (regio Bretagne). De plaats maakt deel uit van het arrondissement Lorient. Kervignac telde op 1 januari 2022 7.085 inwoners.

## Geografie
De oppervlakte van Kervignac bedroeg op 1 januari 2022 39,56 vierkante kilometer; de bevolkingsdichtheid was toen 179,1 inwoners per km².

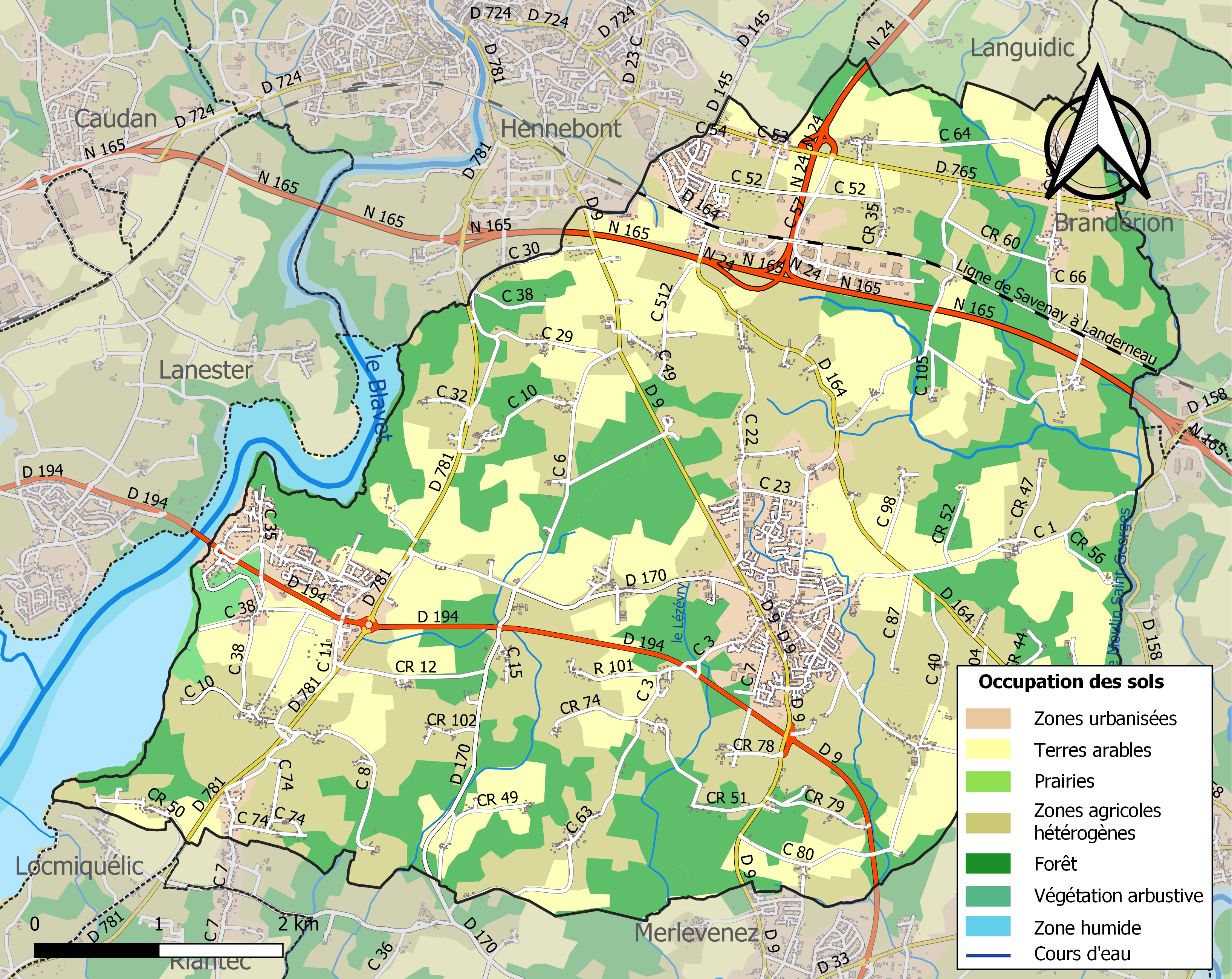
Kaart van de gemeente met de belangrijkste infrastructuur, bodemgebruik en omliggende gemeenten

## Demografie
Onderstaande figuur toont het verloop van het inwonertal, bron: INSEE-tellingen. 